# مالوربایتس
مالوربایتس (انگلیسی: Malwarebytes) شرکت نرم‌افزار آمریکایی است، که در سال ۲۰۰۸ تأسیس شد.